# Sous-graphe

G_{1}, G_{2} et G_{3} sont des sous-graphes de G. G_{1} n'est pas un sous-graphe induit car il manque l'arête 2-6. G_{2} et G_{3} sont des sous-graphes induits.

En théorie des graphes, un sous-graphe est un graphe contenu dans un autre graphe. Formellement, un graphe {\displaystyle H=(V_{H},E_{H})} est un sous-graphe de {\displaystyle G=(V_{G},E_{G})} si {\displaystyle V_{H}\subseteq V_{G}}  et {\displaystyle E_{H}\subseteq \{(x,y)\in E_{G}\mid x\in V_{H}\wedge y\in V_{H}\}}.
L'ensemble des sommets du sous-graphe {\displaystyle H} est un sous-ensemble de l'ensemble des sommets de {\displaystyle G} et l'ensemble des arcs de {\displaystyle H} est un sous-ensemble de l'ensemble des arcs de {\displaystyle G} ayant leur origine et leur extrémité parmi les sommets de {\displaystyle H}.
Un sous-graphe couvrant ou graphe partiel est un sous-graphe ayant le même ensemble de sommets que le graphe qui le contient. Formellement, {\displaystyle H} est un sous-graphe couvrant de {\displaystyle G} (i.e. {\displaystyle H} couvre {\displaystyle G}) si {\displaystyle V_{H}=V_{G}} et {\displaystyle E_{H}\subseteq E_{G}}. Ainsi tout graphe simple à n sommets est un sous-graphe couvrant du graphe complet Kn.
Un sous-graphe induit est un sous-graphe obtenu en restreignant le graphe à un sous-ensemble de sommets et en conservant toutes les arêtes entre sommets de ce sous-ensemble.  Formellement, {\displaystyle H} est un sous-graphe induit de {\displaystyle G} si, pour tout couple {\displaystyle (x,y)} de sommets de {\displaystyle H}, {\displaystyle x} est connecté à {\displaystyle y} dans {\displaystyle H} si et seulement si {\displaystyle x} est connecté à {\displaystyle y} dans {\displaystyle G}. Autre formulation de la condition : l'ensemble des arcs de {\displaystyle H} est l'ensemble des arcs de {\displaystyle G} incidents à deux sommets de {\displaystyle H}.